# Дуари
Дуари (англ. Dooars; бенг. ডুয়ার্স; неп. डुवर्स — «двері, проходи») — область східної Індії, яка примикає до північного берегу річки Брахмапутра в штатах Асам і Західна Бенгалія і складається з родючих долин і численних приток, що стікають з гір на території Бутану. Територія Дуар густо заселена. Історично Дуари відігравали велику роль для Бутану через вихід до Брахмапутри і виключно родючі землі. В XVIII столітті Бутан контролював Дуари і воював з англійцями, намагаючись утримати ці землі, проте після серії воєн Дуари були втрачені.

## Географія
Область Дуар прийнято поділяти на 18 окремих проходів, через які бутанці могли виходити до рівнин. Дуари на захід від річки Санкош називаються Західними Дуарами (або Бенгальськими Дуарами), вони знаходяться в штаті Західна Бенгалія і займають площу 8800 км². Східні Дуари знаходяться в штаті Асам. Дуари відповідають природній зоні тераї, саме слово «Дуари» в непальській мові є синонімом слову «тераї».
Родючі землі знаходяться в першу чергу в долинах річок Брахмапутра та Манас в Асамі, річок Санкош, Тіста і Джалдхака в Західній Бенгалії.

## Історія

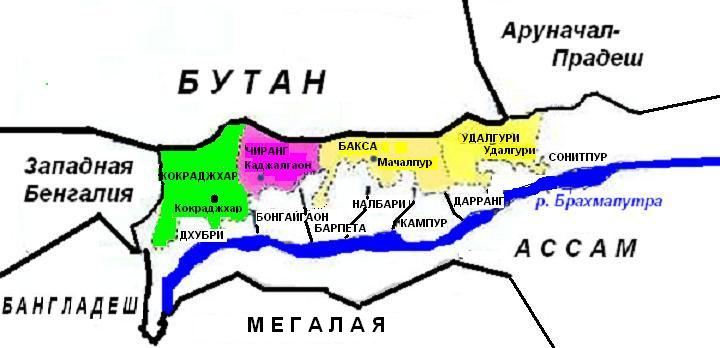
Чотири округи Бодоланду

У VII столітті в Дуарах знаходилося царство Камата, або Каматпур. У 1494 році Каматпур був завойований і спустошений Хуссайн-шахом Гауром. Пізніше тут утворилася держава Коч на чолі з Вішва Сінгха. Пізніше столиця держави Коч перемістилася в місто Атхаракота (суч. Куч-Біхар). Коли Куч-Біхар ослаб, Дуари були зайняті Бутаном.
В 1865 році, після англо-бутанськоъ війни, регіон зайняли англійці і приєднали його до Бенгалії. В 1947 році, після здобуття Індією незалежності, територія набула статус індійського домініону і в 1949 році увійшла до складу Індії.
Територія Дуар в Індії залишалася політично нестабільною. Частину Дуарів, що примикає до Бутану, займає територія Бодоланду, що утворилася в результаті угоди між сеператистським рухом і урядом Індії. На території Західної Бенгалії йде боротьба за утворення Горкхаланду, населення якого вимагає автономії.

## Природа

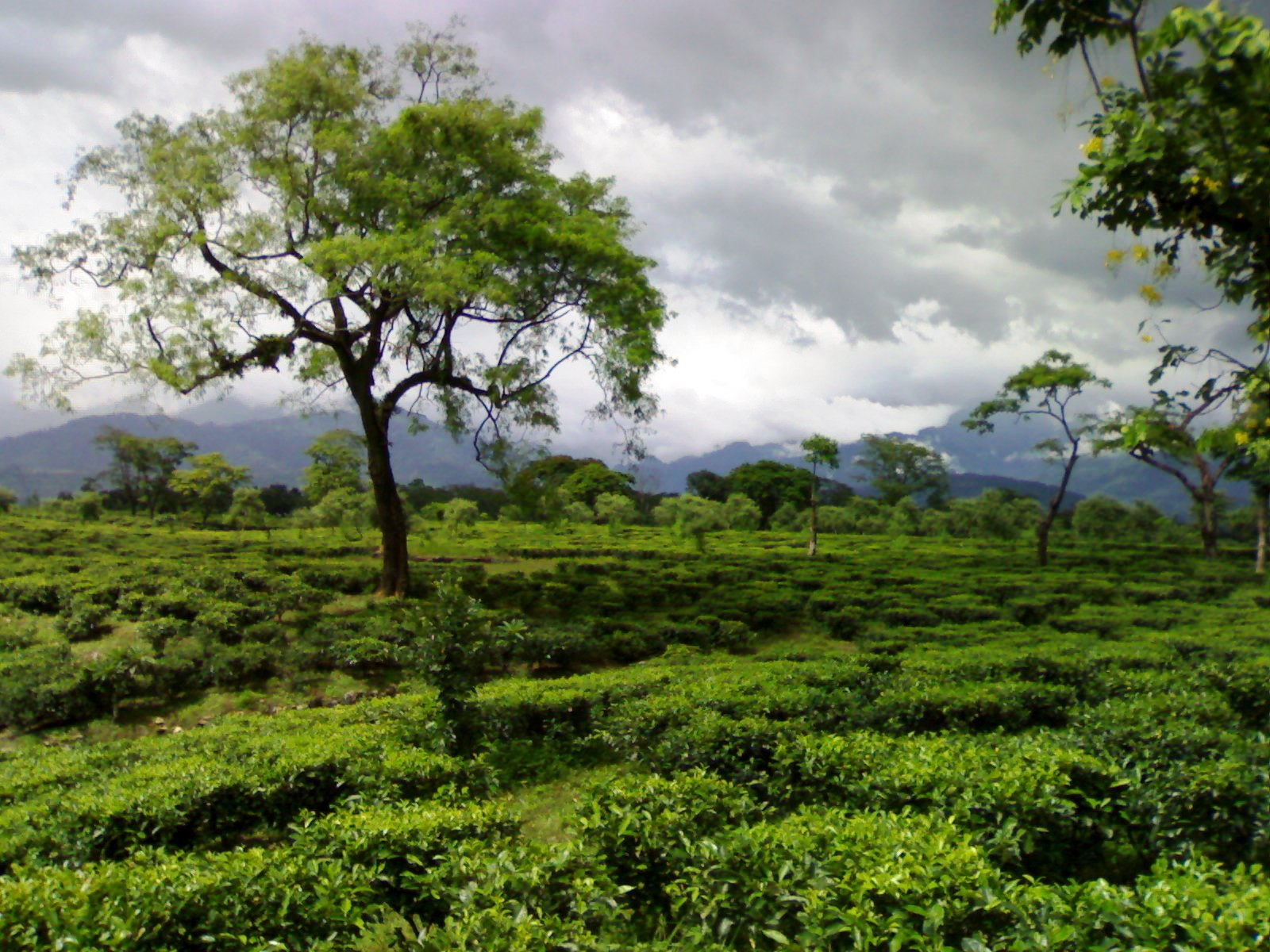
Чайна плантація в передгір'ях Гімалаїв
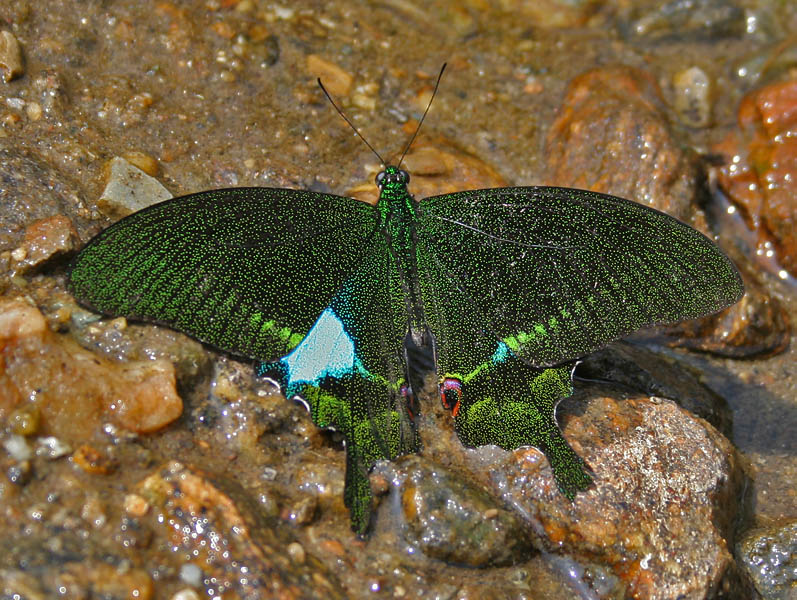
Паризький півень в Дарджилінгу